# Hrvatski poslijeratni strip – monografija Veljka Krulčića
Prva strip monografija u tadašnjoj Jugoslaviji objavljena je u – Puli!? Tiskana je 1984. godine, a izdavač je bila „Istarska naklada“, čiji je glavni i odgovorni urednik bio  Aldo Kliman, makedonski pjesnik mlađe generacije koji se iz obiteljskih razloga nešto ranije preselio na istarski poluotok. Monografija o kojoj je riječ zove se „Hrvatski poslijeratni strip“, a njezina naklada je iznosila i za tadašnje pojmove fantastičnih - pet tisuća primjeraka.
Obim monografije je 224 stranice, iza monografije stoji  Veljko Krulčić, strip-publicista (r. 1962. u Puli). Za likovnu opremu i oblikovanje monografije bio je zadužen lokalni Studio za vizualne komunikacije, odnosno dizajner Armando Debeljuh.

## Predgovor
U predgovoru Veljko Krulčić objašnjava svoje poticaje za rad na ovoj monografiji: „Bude li me netko, za dvadeset ili više godina, upitao u čemu sam ostao prikraćen u djetinjstvu i mladenaštvu, neću se mnogo dvoumiti oko odgovora. Jednostavno u tome što nisam imao prilike uživati u autentičnim pustolovinama junaka nastalih iz mašte i ruku domaćih stvaralaca stripova, čije bi sudbine činile da nestrpljivo iščekujem svaki sljedeći nastavak. Stripovi koji su izlazili 50-ih i 60-ih godina u „Horizontovom zabavniku", „Petku", „Plavom vjesniku", „Politikinom zabavniku", „Kekecu", „Nikad robom" i drugim izdanjima, učinili su generacijama čitalaca mladost mnogo ljepšom i uzbudljivijom. Veliki broj ovih stripova kreirali su jugoslavenski scenaristi i crtači. Moja generacija, iz šezdeset i neke, nije bila te sreće. Nismo ni stigli naučiti sricati prva slova, a ranije uspostavljena kontinuirana nacionalna strip produkcija je zamrla. Odnosno, ustupila je mjesto jeftinom uvoznom stripu... Bilo je tu i izvanrednih serijala. No, s njihovim protagonistima nismo uspjeli uspostaviti onakvu emocionalnu vezu kakvu su ranije generacije uspostavile sa Starim Mačkom, Jack Jacksonom i Bimbo Bambusom, Zavišom, kapetanom Lešijem i drugim papirnatim junacima jugoslavenskog stripa.
Tokom srednjoškolskog obrazovanja, putem povremenih novinskih napisa, saznao sam da je jugoslavenski strip cvjetao u predratnom, i ratnom, kao i u razdoblju 50-tih i 60-tih godina. Štoviše, da je dosizao i nadilazio standarde tekuće evropske i svjetske produkcije. Želeći provjeriti citirana mišljenja, nije mi preostalo drugo nego da u gradskim arhivima kopam po požutjelim kompletima publikacija koje su objavljivale stripove. Proučavajući povijest našeg stripa, sve više sam se oduševljavao ostvarenjima Maurovića, Neugebauera, Solovjeva, Kuznjecova, Dovnikovića, Radilovića, Bekera i ostalih majstora devete umjetnosti. Tada sam počeo razmišljati o potrebi da se na jednom mjestu sakupe ponajbolja (ili barem karakteristična) ostvarenja ove ili one škole/generacije jugoslavenskog stripa. Prije svega zagrebačke, budući da je ovaj grad bez sumnje, centralni punkt razvoja stripa u našoj zemlji, od sredine 30-ih godina naovamo.
Zahvaljujući razumijevanju izdavačke kuće „Istarska naklada", priredio sam monografiju „Hrvatski poslijeratni strip". Odlučujući se za monografski, a ne za neki drugi karakter, bio sam vođen željom da izdanje bude što sveobuhvatnije i da pokuša koliko-toliko ispuniti osjećanu prazninu u sistematizaciji strip stvaralaštva. Tako su u monografiji s po jednim kompletnim stripom predstavljeni svi oni za koje smatram da su dali značajan doprinos razvoju hrvatske i jugoslavenske literature u slikama, a živjeli su i djelovali na području SR Hrvatske. Pritom se nisam opterećivao pitanjem da li je zastupljenim autorima strip bio primarna ili usputna djelatnost, što, naposljetku, nije ni važno.
Monografija „Hrvatski poslijeratni strip“ ne nastoji hijerarhijski vrednovati opuse hrvatskih „stripaša", već prikazati različiti tematski i stilski dijapazon prisutan u njihovim ostvarenjima, te razvitak stripa u Hrvatskoj. Uza sve individualnosti, vidljivo je da su hrvatski autori uglavnom posezali za klasičnim narativnim stripom, dok je u posljednjih petnaestak godina prisutna i tendencija istraživanja i poigravanja medijskom formom stripa. Crtali su realistički i karikaturalno, što je ovisilo od tema i motiva koje su stripski uobličavali. Naravno, monografija nije mogla pokriti sve izražene žanrove, jer se samo po sebi nametalo to da svaki strip istodobno bude i reprezentativan i karakterističan za svog tvorca. Ipak, mišljenja sam da je ovdje prikazani raspon - od westerna, krimi-komike i avanturističkog stripa, preko adaptacija književnog djela (znanstvene fantastike), „angažirano-refleksivnih" motiva i tema iz naše prošlosti i narodnooslobodilačke borbe, do suvremene satire, omladinsko-sportskog i dječjeg stripa, čime su pokriveni svi segmenti konzumenata - fascinantan i da zaslužuje zasebnu analizu.

## Sadržaj
- Norbert i Walter Neugebauer: PRVI LJUDI NA MJESECU
- Ljubomir Vukadinović – Borivoj Dovniković: NOVI CENTARFOR
- Zvonimir Furtinger – Žarko Beker: ZAVIŠA
- Oto Reisinger: ŠTEFEKOVE PUSTOLOVINE
- Marcel Čukli – Vladimir Delač: MARINA
- Rudi Aljinović – Zdenko Svirčić: ROŠKI BUNTOVNICI
- Rudi Aljinović – Andrija Maurović: POVRATAK STAROG MAČKA
- Nedeljko Dragić: TUPKO
- Zvonimir Furtinger – Jules Radilović:  SHERLOCK HOLMES
- Ivica Bednjanec: NEMOĆNA DIVIZIJA
- NOVI KVADRAT

Monografija uz biobibliografske tekstove o svakom od zastupljenih autora, donosi i dva kapitalna i kasnije često citirana teksta: studiju Slavka Draginčića (tadašnjeg urednika novosadske „Stripoteke“) STRIP U HRVATSKOJ: OD ILUSTRIRANIH PRIČA DO „TREĆE GENERACIJE“ i memoarsko sjećanje Nenada Brixyja TKO TO TAMO CRTA U „PLAVCU“. Za istaknuti je da se radi o testamentarnom tekstu urednika „Plavog vjesnika“, koji je preminuo u kolovozu 1984. godine, a prvi primjerci monografije iz tiska su izašli dva mjeseca kasnije.